# Tanger-Tétouan

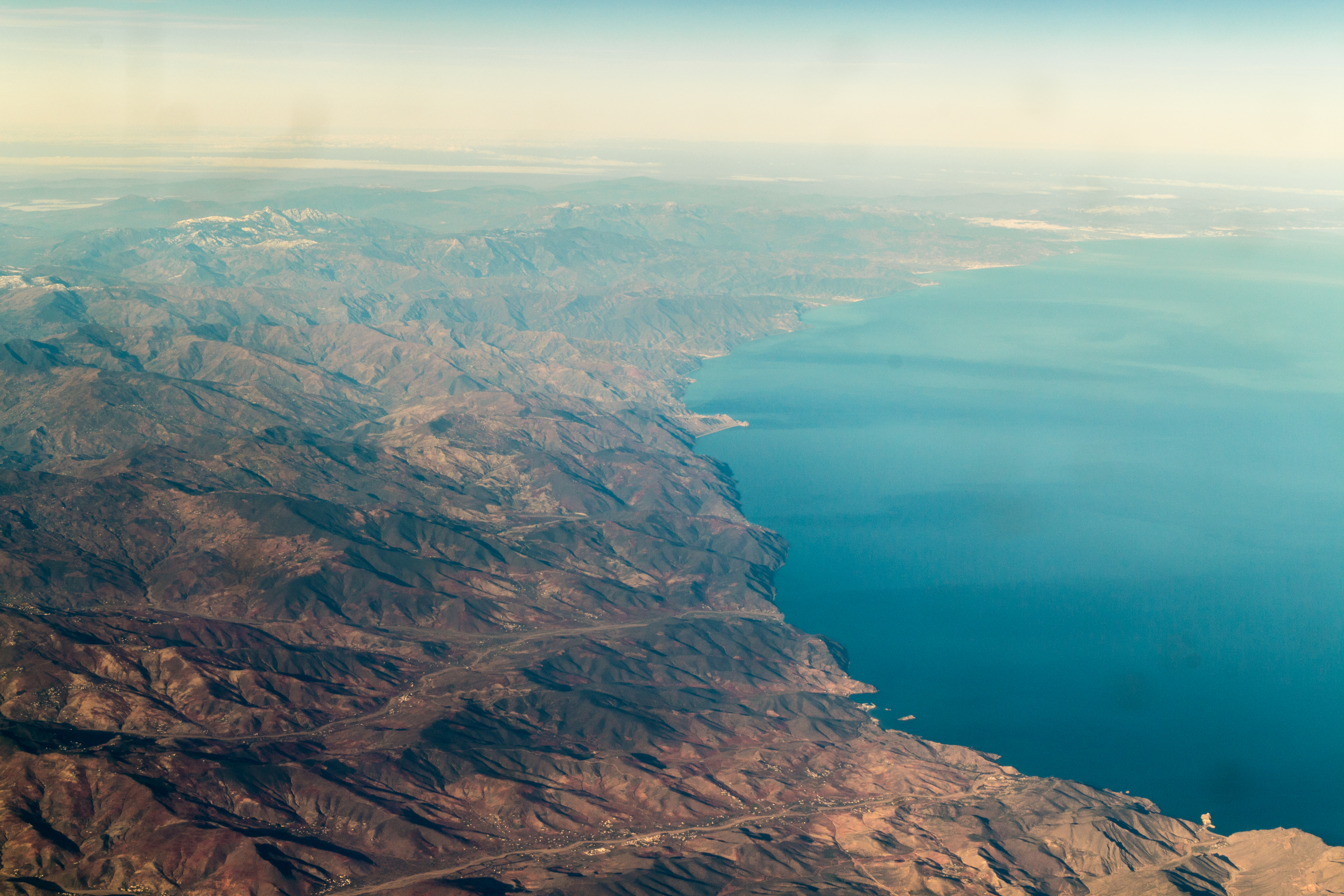
Marokkos Mittelmeerküste (Westseite) – Luftbild von Bades über El Jebha bis Tétouan mit Rif-Gebirge, Tanger-Tétouan-Region (2014)

Tanger-Tétouan (arabisch طنجة تطوان, Tarifit ⵜⴰⵏⵊⴰ-ⵜⵉⵟⵟⴰⵡⵉⵏ) war bis zur Verwaltungsreform von 2015 eine der 16 Regionen Marokkos. Sie lag im Norden des Königreichs. Alle ihre Provinzen gehören seitdem zur Region Tanger-Tétouan-Al Hoceïma.

## Daten
Im gesamten Gebiet von Tanger-Tétouan lebten 2.470.372 Menschen (Stand 2004) auf einer Fläche von insgesamt 11.570 km². Die Hauptstadt der Region war Tétouan.

### Wirtschaft
Die wichtigsten wirtschaftlichen Aktivitäten verteilten sich auf Landwirtschaft, Viehzucht, Forstwirtschaft und Fischerei (43,5 %), gefolgt von Handel (14,4 %). Handwerk und Industrie waren mit 13,7 % vertreten.

### Verwaltung
Die Region bestand aus folgenden Provinzen und Präfekturen:
- Chefchaouen
- Fahs-Anjra
- Larache
- Tanger-Asilah
- Tétouan
- Ouazzane
- M'diq-Fnideq

### Städte in Tanger-Tétouan
Zur Region gehörende Orte neben Tanger und Tétouan waren:
- Asilah
- Chefchaouen
- El Jebha
- Larache
- Ouezzane
- Ksar-el-Kebir